# Văleni (Vaslui)
Văleni es una comuna ubicada en el distrito de Vaslui, Rumania.

## Superficie
Posee una superficie de 38,84 kilómetros cuadrados.

## Demografía
Hasta 2021 la población era de 3945 habitantes, con una densidad de población de 101,6 habitantes por kilómetro cuadrado.